# Валінде-Софлі
Валінде-Софлі (перс. ولینده سفلی) — село в Ірані, входить до складу дехестану Ровзех-Чай у Центральному бахші шахрестану Урмія провінції Західний Азербайджан.